# Albrecht Schläger
Albrecht Schläger (ur. 4 września 1942 w Marktredwitz) – niemiecki polityk, wiceprzewodniczący Związku Wypędzonych, działacz SPD.
Z zawodu leśniczy, członek Ziomkostwa Sudeckoniemieckiego, w maju 2006 objął stanowisko sekretarza generalnego rady sudeckoniemieckiej. Był rzecznikiem ds. wysiedleń frakcji SPD w bawarskim parlamencie.
Walczył o unieważnienie dekretów Beneša, na podstawie których odebrano majątki Niemcom sudeckim i wysiedlono ich z Czechosłowacji. Żądał od Brukseli, by zablokowała przystąpienie Czech do Unii Europejskiej, jeśli ten kraj wcześniej nie unieważni dekretów Beneša.
Wszedł do rady fundacji "Ucieczka, Wypędzenie, Pojednanie", która będzie realizowała projekt „Widocznego znaku” (Centrum przeciwko Wypędzeniom).
Zasiada w Landtagu Bawarii oraz w Radzie Miejskiej Hohenberg a.d. Eger.